# Pseudorabdion eiselti
Pseudorabdion eiselti är en ormart som beskrevs av Inger och Leviton 1961. Pseudorabdion eiselti ingår i släktet Pseudorabdion och familjen snokar. IUCN kategoriserar arten globalt som livskraftig. Inga underarter finns listade i Catalogue of Life.
Arten förekommer endemisk på Sumatra. Tidigare fanns den även på mindre öar i närheten. Den vistas i låglandet upp till 200 meter över havet. Ormen hittas främst i skogarnas lövskikt.